# Abril: historia de un amor
Abril. Historia de un amor (título original en alemán, April. Die Geschichte einer Liebe) es un relato corto del escritor austriaco Joseph Roth, publicada en Berlín en 1925 por Johann Heinrich Wilhelm Dietz Nachf.
Narra el amor del narrador por una belleza joven imposible de alcanzar. 

## Sinopsis
Antes de partir hacia Nueva York, el narrador, un viajero, permanece en una pequeña ciudad desde abril hasta finales de mayo. En el parque se encuentran los amantes por la noche. El narrador se acuesta con Anna, una madre soltera abandonada en la ciudad por su amante, un ingeniero.
Un día ve una joven en una ventana y se enamora de ella. Todos los días acude a verla. Anna le dice que esa joven está enferma, tuberculosa y paralítica y que morirá pronto. El viajero decide marcharse. En la estación de tren, justo cuando el tren comienza a moverse, ve a la chica de la ventana, «Estaba de pie, con un vestido blanco, sana y en absoluto paralítica, como tampoco tuberculosa. Por lo visto, era la novia del empleado ferroviario. O su mujer». Y se marcha a Nueva York.

## Edición en español
- Roth, Joseph (2018). Abril: historia de un amor. Acantilado. ISBN 978-84-16011-42-1.

- Datos: Q621910